# Brígida Baltar
Brígida Baltar (Río de Janeiro, 1959-8 de octubre de 2022) fue una fotógrafa y artista brasileña.

## Biografía
A finales de los años 1980 asiste a la Escola de Artes Visuais do Parque Lage y participa en el Grupo Visorama de Río de Janeiro. 
En su obra representa a través de fotografías, dibujos o cortos silenciosos su experiencia como artista y un universo asociado a lo femenino y a la intimidad y la naturaleza domésticas.

## Obra
- Abrigo, 1997
- Estructura, 1997
- Coleta da Neblina, 1994-2004, donde recoge elementos naturales y transitorios, como neblina o rocío en excursiones a la Serra das Araras o a la Serra dos Órgãos, en Río de Janeiro.
- Casa da Abelha 2002, 25.ª Bienal Internacional de São Paulo, ARCO.
- Coleta da Neblina, 2003, Museum of Contemporary Art - MOCA.